# Mobilidade Urbana de Viseu
A Mobilidade Urbana de Viseu (MUV) é uma sistema de transporte público de passageiros da cidade de Viseu, Portugal. O MUV sucede ao STUV o antigo serviço de transportes de Viseu desde 2010. Entrou em serviço a 2 de abril de 2019.

## Modos

### MUV Bus
|  |  | Em 2018, o MUV renovou toda a frota de veículos. No Centro Histórico foram introduzidos dois veículos elétricos em circulação contínua com paragem a pedido. As 21 linhas radiais passaram a ser servidas por 24 veículos novos. A cor-padrão dos autocarros é o amarelo, tendo sido retirados de circulação os antigos veículos brancos e pretos em 2018. - Linhas urbanas circulares - As linhas urbanas (C1 e C2) contão com 2 miniautocarros de forma a tornar mais fácil e rápida a deslocação dentro da cidade, existem agora duas linhas que dão uma volta completa ao centro, com uma frequência de 20 em 20 minutos. - Linha 17 - Esta é a linha foi criada a pensar em ligar o centro da cidade ao Aeródromo Municipal de Viseu. Com horários compatíveis com o serviço de voos comerciais. - Bicicletas - O transporte de bicicletas é possível nos novos autocarros, com a inclusão de suportes próprios. |

### Stop Bus
Um autocarro irá circular na centro histórico de Viseu e basta fazer sinal e o veículo fará paragem para a pessoa embarcar. A pessoa poderá desembarcar a qualquer momento. O elétrico de Viseu também entra neste sistema.

### Telebus
Este é o serviço de transporte a pedido. Com uma chamada telefónica, ou com recurso à App do MUV, será possível reservar o transporte para os clientes. O numero mínimo de pessoas para poder usufruir deste serviço, é de quatro pessoas.

### Funicular

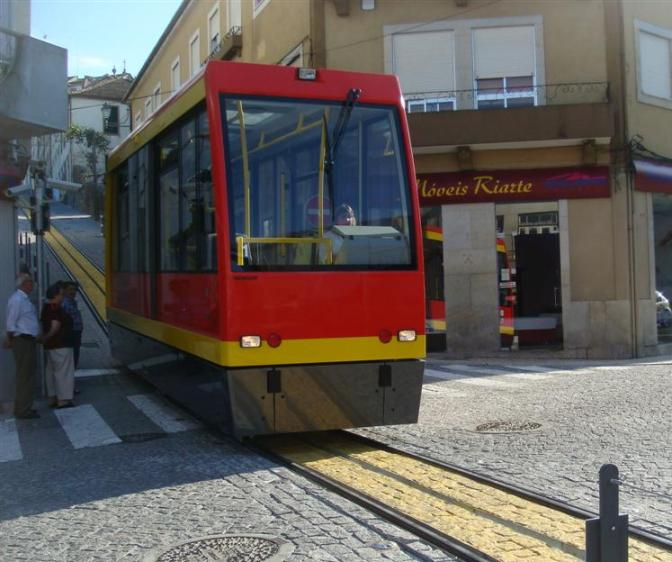
Funicular em funcionamento.

O funicular de Viseu ligava a zona ribeirinha ao centro histórico, de segunda a domingo. Funcionou entre 2009 e 2019.[carece de fontes?]

### MUV Bike
Até 2020 irá ser criada a primeira rede urbana de ciclovias, o MUV Bike. Este projeto é uma das cinco componentes e ambições do novo sistema de mobilidade – MUV. A primeira fase da rede de ciclovias irá para o terreno brevemente e, até 2020, serão implementados seis quilómetros de pistas adequadas à circulação de bicicletas. O projeto está dividido em 3 fases:
- Na primeira parte, as ciclovias centrar-se-ão no centro da cidade, ligando importantes espaços e serviços públicos, de utilização diária e tráfego intensivo, entre si e ao Centro Histórico.
- A segunda e terceira fase, centrar-se-ão na circunvalação e freguesias.

Para a concretização da rede de ciclovias serão também efetuadas algumas alterações nas vias e artérias da cidade e, consequentemente, nos comportamentos de mobilidade dos viseenses:
- Algumas ruas, vias e passeios serão reperfilados, de modo a receber as novas pistas;
- A sinalização horizontal e vertical será reforçada, assim como a vigilância e o policiamento, nomeadamente sobre o estacionamento ilegal;
- Nas vias partilhadas por automóveis e bicicletas, a velocidade máxima de tráfego será reduzida para 30 km/h, garantindo a segurança da circulação de ambos os utilizadores;

A acompanhar estas mudanças, o Município não esquece as exigências que derivam de um projeto como este. À parte das pistas, os viseenses e os visitantes terão à disposição pontos de aparcamentos para os seus veículos de duas rodas e de bike sharing.
No futuro, o Município prevê alargar a rede de ciclovias urbanas à periferia, num total de 66 quilómetros. O perímetro da circunvalação será a próxima fase e a terceira e última, a extensão das ciclovias a algumas das freguesias do concelho, nomeadamente Abraveses, Campo, Repeses e São Salvador, Rio de Loba e Ranhados.

### Park+Ride
Brevemente existirão 1700 lugares de estacionamento em parques com um sistema de estacionamento automóvel inteligente e integrado. Estes parques estarão articulados com os transportes públicos e com a bicicleta. Com este sistema, serão criados novos parques e os existentes serão modernizados.

### Viriato
O Viriato é um futuro meio de transporte autónomo que substituirá o funicular, encerrado em 2019. Tal como este é de propulsão 100% elétrica. Será o primeiro transporte público autónomo em Portugal, e será capaz de atingir velocidades até 40 km/h; o Viriato destaca-se ainda pelo facto de atingir o nível 5 de condução autónoma, ou seja, o nível máximo, o que lhe permite prescindir de condutor, volante ou pedais, ficando a condução entregue a um sistema de inteligência artificial. Ao mesmo tempo, o veículo vai sendo acompanhado por um sistema de gestão e monitorização, o qual vai captando informação sobe a posição, a velocidade e distância percorrida de cada unidade, em tempo real. O veículo foi desenvolvido pela empresa tecnológica portuguesa Tula.

## Tarifários
Até ao final do ano, o serviço será gratuito para os idosos que frequentam atividades para seniores, e que, entre apoios municipais e do Programa de Apoio à Redução Tarifária (PART), arranca com tarifários mais baratos para este segmento, para estudantes, famílias e até empresas, acrescentando que haverá ainda uma tarifa para turistas; que serão os destinatários principais do Viriato, o veículo sem condutor que vai substituir o funicular de ligação da cidade à Cava de Viriato.
| Tipo de bilhete                | Tipo de bilhete                | Zonas atravessadas | Zonas atravessadas | Zonas atravessadas | Zonas atravessadas | Zonas atravessadas | Circuitos urbanos |
| Tipo de bilhete                | Tipo de bilhete                | 1 | 2 | 3 | 4 | 5 | Circuitos urbanos |
| ------------------------------ | ------------------------------ | --- | --- | --- | --- | --- | --- |
| Simples                        | Simples                        | 0,60 € | 0,85 € | 0,90 € | 1,20 € | 1,35 € | 0,50 € |
| Turístico                      | 1 dia                          | 2,55 € | 2,55 € | 2,55 € | 2,55 € | 2,55 € | 2,05 € |
| Turístico                      | 3 dias                         | 5,10 € | 5,10 € | 5,10 € | 5,10 € | 5,10 € | 4,10 € |
| Pack de 10                     | Pack de 10                     | Desconto de 10% sobre o bilhete simples | Desconto de 10% sobre o bilhete simples | Desconto de 10% sobre o bilhete simples | Desconto de 10% sobre o bilhete simples | Desconto de 10% sobre o bilhete simples | Desconto de 10% sobre o bilhete simples |
| Passe                          | 15 dias                        | 10,25 € | 14,35 € | 16,40 € | 17,40 € | 20,50 € | 8,70 € |
| Passe                          | Mensal                         | 18,45 € | 25,60 € | 27,65 € | 31,75 € | 35,85 € | 15,35 € |
| Passe Família                  | Passe Família                  | Família com 2 dependentes: 10 % de desconto para todos e Família com mais do que 3 dependentes o desconto é de 10% até 2 dependentes e o terceiro dependentes e seguintes têm 15 % de desconto) | Família com 2 dependentes: 10 % de desconto para todos e Família com mais do que 3 dependentes o desconto é de 10% até 2 dependentes e o terceiro dependentes e seguintes têm 15 % de desconto) | Família com 2 dependentes: 10 % de desconto para todos e Família com mais do que 3 dependentes o desconto é de 10% até 2 dependentes e o terceiro dependentes e seguintes têm 15 % de desconto) | Família com 2 dependentes: 10 % de desconto para todos e Família com mais do que 3 dependentes o desconto é de 10% até 2 dependentes e o terceiro dependentes e seguintes têm 15 % de desconto) | Família com 2 dependentes: 10 % de desconto para todos e Família com mais do que 3 dependentes o desconto é de 10% até 2 dependentes e o terceiro dependentes e seguintes têm 15 % de desconto) | Família com 2 dependentes: 10 % de desconto para todos e Família com mais do que 3 dependentes o desconto é de 10% até 2 dependentes e o terceiro dependentes e seguintes têm 15 % de desconto) |
| Linha Azul do Centro Histórico | Linha Azul do Centro Histórico | Pack de 3 bilhetes – 1 € | Pack de 3 bilhetes – 1 € | Pack de 3 bilhetes – 1 € | Pack de 3 bilhetes – 1 € | Pack de 3 bilhetes – 1 € | Pack de 3 bilhetes – 1 € |

Os restantes títulos de transporte MUV são válidos nesta linha, sem nenhum custo suplementar, desde que válidos no dia.

### Descontos
| Tipo                                    | Descrição | Desconto     |
| --------------------------------------- | --- | ------------ |
| Criança                                 | Dos 4 aos 6 anos | Meio Bilhete |
| Criança                                 | Dos 6 aos 12 anos, fora do período escolar | Meio Bilhete |
| Estudantes (Passes)                     | Estudantes do escalão A da ação social do ensino não superior, dos 4 aos 18 anos                                                                 | 60% Desconto |
| Estudantes (Passes)                     | Estudantes do ensino não superior, dos 4 aos 18 anos                                                                                             | 25% Desconto |
| Estudantes (Passes)                     | Estudantes beneficiários de ação social do ensino superior, até aos 23 anos, ou estudantes dos cursos de Medicina e Arquitetura, até aos 24 anos | 60% Desconto |
| Estudantes (Passes)                     | Estudantes do ensino superior, até aos 23 anos, ou estudantes dos cursos de Medicina e Arquitetura, até aos 24 anos                              | 25% Desconto |
| Passe Empresa                           | 5 ou menos títulos mensais | 15% Desconto |
| Passe Empresa                           | 6 a 10 títulos mensais | 20% Desconto |
| Passe Empresa                           | 11 a 49 títulos mensais | 25% Desconto |
| Passe Empresa                           | 50 ou mais títulos mensais | 30% Desconto |
| Estudantes (Pack de 10 viagens)         | Todos os estudantes, mediante apresentação de comprovativo de matrícula                                                                          | 10% Desconto |
| Seniores                                | Desconto aplicado sobre os passes e packs de 10 viagens, mediante apresentação de documento de identificação                                     | 10% Desconto |
| Cartões Municipais (Senior e Juventude) | Desconto aplicado sobre passes e packs de 10 viagens                                                                                             | 10% Desconto |

## Centro de Mobilidade e Transportes de Viseu

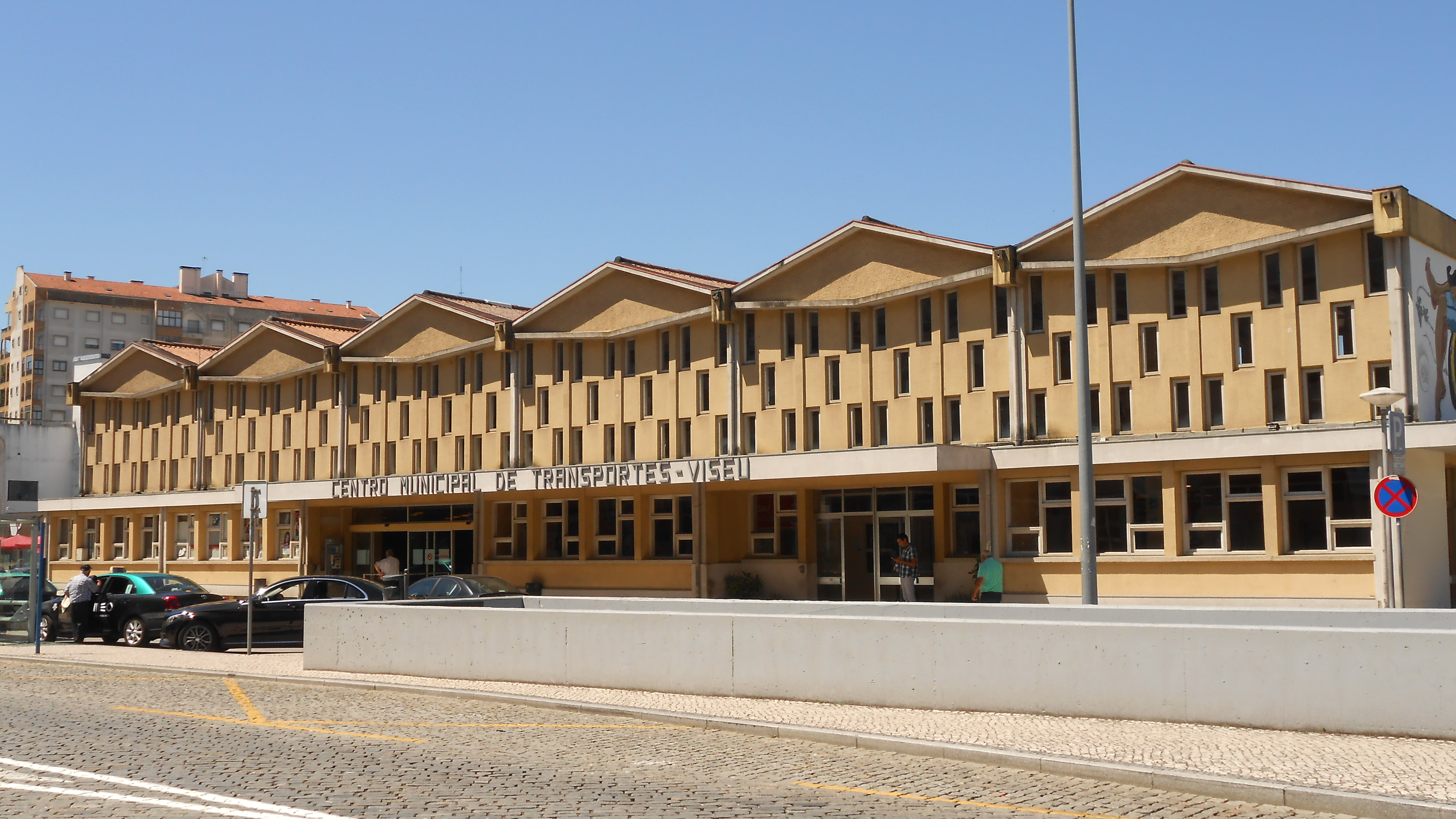
Central de Camionagem (atual)

O Centro de Mobilidade e Transportes ou COMV será o futuro terminal rodoviário da cidade de Viseu. Atualmente é a Central de Camionagem de Viseu que será modernizada. O centro terá uma ilha central virada para os transportes urbanos de Viseu e boxes para o transporte intermunicipal, dando condições para a operação dos diferentes agentes interurbanos, intraurbanos e internacionais de transportes públicos.
A intermodalidade está prevista, ficando o centro integrado na rede de mobilidade suave e assegurando a sua ligação aos diferentes modos complementares de transporte (autocarros elétricos e rodoviários, táxis, outros elétricos, bicicletas e rede pedonal). Um segundo espaço intermodal, será construído junto ao Hospital. 
O concurso para a construção do terminal num valor de 4,5 milhões €, foi lançado a 21 de março de 2019 pelo executivo municipal.

## AppMUV
Foi lançada uma aplicação que informa em tempo real acerca do trajeto dos autocarros, entre outras funcionalidades.

## Sistema de bicicletas e trotinetes públicas
O MUV propõe um sistema de bicicletas e trotinetes eléctricas públicas com bases nos principais pontos da cidade. O serviço é por enquanto gratuito.

## Linhas MUV

### Linhas de autocarro MUV

#### Linhas radiais
| Linhas | Terminais                               | Zonas atravessadas | Zonas atravessadas | Zonas atravessadas | Zonas atravessadas | Zonas atravessadas | Paragens e horários                                                                | Frequência | Duração |
| Linhas | Terminais                               | Zonas atravessadas | Zonas atravessadas | Zonas atravessadas | Zonas atravessadas | Zonas atravessadas | Dias úteis, Domingos, Feriados, Terça-Feira de Carnaval e Segunda depois da Páscoa | Frequência | Duração |
| ------ | --------------------------------------- | ------------------ | ------------------ | ------------------ | ------------------ | ------------------ | ---------------------------------------------------------------------------------- | ---------- | ------- |
| 01     | COMV ⇆ Rio de Loba / Poço do Lobo       | Z1                 | Z2                 | Z3                 | Z4                 | Z5                 | COMV - RIO LOBA - COMV                                                             | 35 min     | 1h10    |
| 02     | COMV ⇆ Póvoa da Medronhosa / Ferrocinto | Z1                 | Z2                 | Z3                 | Z4                 | Z5                 | COMV-PÓVOA DA MEDRONHOSA-COMV                                                      | 1h         | 1h      |
| 03     | COMV ⇆ Esculca / Travassós de Cima      | Z1                 | Z2                 | Z3                 | Z4                 | Z5                 | COMV-ESCULCA/TRAVASSÓS-COMV                                                        | 1h         | 1h30    |
| 04     | COMV ⇆ Orgens / St.° Estevão            | Z1                 | Z2                 | Z3                 | Z4                 | Z5                 | COMV-ORGENS/ST. ESTEVÃO-COMV                                                       | 45 min     | 1h20    |
| 05     | COMV ⇆ Moure de Madalena                | Z1                 | Z2                 | Z3                 | Z4                 | Z5                 | COMV-MOURE DE MADALENA-COMV                                                        | 30 min     | 30 min  |
| 06     | COMV ⇆ Moure de Carvalhal               | Z1                 | Z2                 | Z3                 | Z4                 | Z5                 | COMV-MOURE DE CARVALHAL-COMV                                                       | 40 min     | 1h      |
| 07     | COMV ⇆ Mundão / Cavernães               | Z1                 | Z2                 | Z3                 | Z4                 | Z5                 | COMV-MUNDÃO/CAVERNÃES-COMV                                                         | 55 min     | 1h20    |
| 08     | COMV ⇆ Ranhados / Viso Sul              | Z1                 | Z2                 | Z3                 | Z4                 | Z5                 | COMV-RANHADOS/VISO SUL-COMV                                                        | 30 min     | 40 min  |
| 09     | COMV ⇆ Fragosela                        | Z1                 | Z2                 | Z3                 | Z4                 | Z5                 | COMV-FRAGOSELA-COMV                                                                | 40 min     | 35 min  |
| 10     | COMV ⇆ Vila Chã de Sá                   | Z1                 | Z2                 | Z3                 | Z4                 | Z5                 | COMV-VILA CHÃ DE SÁ-COMV                                                           | 40 min     | 50 min  |
| 11     | COMV ⇆ Coimbrões                        | Z1                 | Z2                 | Z3                 | Z4                 | Z5                 | COMV-COIMBRÕES-COMV                                                                | 55 min *   | 1h      |
| 12     | COMV ⇆ Oliveira de Barreiros            | Z1                 | Z2                 | Z3                 | Z4                 | Z5                 | COMV-OLIV. DE BARREIROS-COMV                                                       | 55 min *   | 55 min  |
| 13     | COMV ⇆ Vila Chã Sá (via Repeses)        | Z1                 | Z2                 | Z3                 | Z4                 | Z5                 | COMV-VILA CHÃ SÁ (Via Repeses)-COMV                                                | 40 min *   | 1h20    |
| 14     | COMV ⇆ Figueiró                         | Z1                 | Z2                 | Z3                 | Z4                 | Z5                 | COMV-FIGUEIRÓ (couto cima)-COMV                                                    | 1h         | 1h20    |
| 15     | Hospital ⇆ Queirela                     | Z1                 | Z2                 | Z3                 | Z4                 | Z5                 | HOSPITAL - QUEIRELA - HOSPITAL                                                     | 1h         | 1h10    |
| 16     | Hospital ⇆ Lustosa / Piaget             | Z1                 | Z2                 | Z3                 | Z4                 | Z5                 | HOSPITAL - LUSTOSA/PIAGET - HOSPITAL                                               | 30 min *   | 1h05    |
| 17     | COMV ⇆ Bairro Norad                     | Z1                 | Z2                 | Z3                 | Z4                 | Z5                 | COMV - BAIRRO NORAD (fulgosa/bigas)- COMV                                          | 25 min *   | 1h      |
| 18     | Hospital ⇆ Oliveira de Cima             | Z1                 | Z2                 | Z3                 | Z4                 | Z5                 | HOSPITAL -OLIVEIRA DE CIMA - HOSPITAL                                              | 25 min *   | 1h15    |
| 19     | Aguieira ⇆ Fail                         | Z1                 | Z2                 | Z3                 | Z4                 | Z5                 | AGUIEIRA - FAIL (via Hospital) - AGUIEIRA                                          | 50 min *   | 1h20    |
| 20     | Hospital ⇆ Ribafeita                    | Z1                 | Z2                 | Z3                 | Z4                 | Z5                 | HOSPITAL - RIBAFEITA (via silgueiros de bodiosa)                                   | 1h30 *     | 1h30    |
| 21     | COMV ⇆ Casal Meão                       | Z1                 | Z2                 | Z3                 | Z4                 | Z5                 | CASAL MEÃO (via silguieros)                                                        | 40 min     | 1h05    |
|        |                                         |                    |                    |                    |                    |                    |                                                                                    |            |         |

 Última atualização dos horários das linhas radiais: 01/06/2019

##### Outras linhas
Estas linhas são geridas por enquanto pela MUV:
| Linhas | Terminais                            | Paragens e horários                         |
| ------ | ------------------------------------ | ------------------------------------------- |
| 22     | COMV ⇆ Farminhão                     | COMV - BOALDEIA (por Vila Chã Monte) - COMV |
| 23     | COMV ⇆ Boaldeia (por Vila Chã Monte) | COMV - FARMINHÃO - COMV                     |

#### Circuitos urbanos
Os habitantes de Viseu que não são servidos pelo MUV vão passar a ter acesso às linhas urbanas C1 e C2, a título gratuito.
| Linhas | Terminais                                   | Paragens e horários                                                                | Frequência | Duração |
| Linhas | Terminais                                   | Dias úteis, Domingos, Feriados, Terça-Feira de Carnaval e Segunda depois da Páscoa | Frequência | Duração |
| ------ | ------------------------------------------- | ---------------------------------------------------------------------------------- | ---------- | ------- |
| C1     | Interface Hospital ⇆ Rei D. Duarte-Hospital | Paragens e horários do circuito Urbano C1                                          | 20 minutos | 1h      |
| C2     | Interface Hospital ⇆ Interface Hospital     | Paragens e horários do circuito Urbano C2                                          | 20 minutos | 1h      |
|        |                                             |                                                                                    |            |         |

 Última atualização dos horários das linhas radiais: 01/06/2019

### Linha de Stop Bus
| Linha      | Terminais          | Horários |
| ---------- | ------------------ | -------- |
| Linha Azul | A Centro histórico | Contínuo |
|            |                    |          |

### Linha de funicular MUV
| Linha     | Terminais         | Horários                       | Frequência    | Duração |
| --------- | ----------------- | ------------------------------ | ------------- | ------- |
| Funicular | F São Mateus ⇆ Sé | Horários da linha de funicular | 15 min 30 min | 5 min   |
|           |                   |                                |               |         |

 Última atualização dos horários do funicular MUV: 02/04/2019

#### Legenda
- - Linha com veículo adaptado ao transporte de bicicletas.
- - Linha com veículo adaptado ao transporte de pessoas de mobilidade reduzida.
- - Linha com veículo equipado com Wi-Fi.
- - Linha com veículo elétrico
- - Paragem a pedido
- - Linha com paragem no aeródromo de Viseu

## Ciclovias MUV Bike
As ciclovias a seguir já existiam antes do novo sistema de transportes:
| Ciclovia | Terminais                                          | Duração  | Extensão |
| -------- | -------------------------------------------------- | -------- | -------- |
| 01       | Rotunda de Gumirães ⇆ CMIA                         | ± 20 min | 1,80 km  |
| 02       | Avenida Europa ⇆ Parque Urbano de Santiago         | ± 15 min | 1,76 km  |
| 03       | Avenida Europa ⇆ Parque da Aguieira                | ± 10 min | 969 m    |
| 04       | Rotunda do Comércio ⇆ Rotunda da Fonte Cibernética | ± 1 min  | 295 m    |

## Parques de estacionamento MUV
Os parques de estacionamento MUV serão geridos pela empresa Saba:

### Novos Parques
- Estação superior do Funicular
- Rua Silva Gaio
- Avenida Capitão Silva Pereira

### Modernização de parques Saba existentes
- Santa Cristina
- Mercado 21 de Agosto
- Hospital Velho

## Controvérsias e incidentes

### Linhas 19 e 23
Por decisão judicial de um processo que decorre desde 2012, as linhas 19 e 23 do Serviço de Transportes Urbanos de Viseu que servem Boaldeia e Farminhão vão ser operadas por um outro concessionário. Até que esta decisão se efetive, o concessionário que atualmente opera nessas duas linhas manterá o serviço regular, com os horários em vigor.
Caso a decisão judicial venha a ser aplicada, o Município de Viseu não deixará de garantir às populações que o serviço prestado nessas duas localidades terá os mesmos padrões de qualidade do MUV – Mobilidade Urbana de Viseu, sistema que entrará em vigor no próximo dia 2 de abril.

### Acidente na Av. Doutor António José de Almeida
A 2 de abril de 2019, no dia de inauguração do MUV, o autocarro da Linha 1 que vinha da central de camionagem e em direção ao Rossio, despistou-se na Avenida Doutor António José de Almeida tendo colidido com carros e uma montra de um talho. O incidente ocorreu depois do motorista se ter sentido mal. Houve 3 feridos ligeiros incluindo o motorista. De acordo com o Jornal de Notícias, o motorista teria sido agredido momentos antes, por um colega.
Durante a manhã de 2 de abril de 2019, vários motoristas estiveram reunidos na central antes de entrar ao serviço. Segundo Hélder Borges, da delegação de Viseu do Sindicato de Transportes Rodoviários e Urbanos, há um "grande descontentamento" entre os trabalhadores.

#### Mudanças de horários e serviços
Segundo o sindicalista, segunda-feira ao final do dia, a empresa Berrelhas, que tem a concessão dos transportes urbanos de Viseu, "sem aviso prévio, alterou o serviço e os horários dos motoristas".
A situação "está a afetá-los psicologicamente e não têm condições para trabalhar", adiantou. Hélder Borges já apresentou queixa na Autoridade para as Condições do Trabalho (ACT). O sindicalista exige que os horários sejam retificados e considera que os atuais são “insuportáveis” para os motoristas. “A empresa tem de respeitar os descansos que são obrigatórios por lei e os horários têm de ser compatíveis com o trânsito”, afirma ao Jornal do Centro.

### Alteração dos horários
A 9 de abril de 2019, a empresa Berrelhas, a concessionária do novo sistema de transportes urbanos de Viseu, garantiu que iria comprometer-se a corrigir os horários dos autocarros depois das queixas dos motoristas, que dizem que a segurança de condutores e passageiros está em causa.
O presidente da Câmara de Viseu, Almeida Henriques, anunciou a 11 de abril de 2019 que, a partir da de dia 15 de abril de 2019, haveriam alterações nos horários de alguns autocarros do novo sistema de transportes urbanos do concelho, de forma a corrigir alguns problemas que foram detetados. Isto depois de críticas de utentes relativamente aos horários. 
O presidente da Câmara de Viseu criticou ainda o comportamento de alguns motoristas do MUV, acusando-os mesmo de prestarem um mau serviço às populações.
A 18 de abril de 2019, o presidente da Câmara anunciou que a alteração prevista para dia 15 de abril de 2019, seria adiada para a semana depois da Páscoa, ou seja, para 22 de abril de 2019. Segundo a avaliação feita pelo executivo, foram adiadas por se tratar de “uma semana um bocado atípica”. Segundo o presidente, “não faria sentido pôr estas alterações numa semana em que tem quatro dias de serviços mínimos: Sexta-Feira Santa, sábado, domingo e segunda-feira”, explica Almeida Henriques.